# تل چگا
تل چگا، روستایی از توابع بخش باشت شهرستان گچساران در استان کهگیلویه و بویراحمد ایران است.
تل چگا، روستایی است زیبا و دل‌انگیز که در بخش باشت شهرستان گچساران واقع شده است. این روستا، با طبیعت بکر و مردمانی خونگرم، گوهری پنهان در دل این منطقه به شمار می‌رود.

## جمعیت
این روستا در دهستان کوهمره خامی قرار دارد و براساس سرشماری مرکز آمار ایران در سال ۱۳۸۵، جمعیت آن ۱۳۹ نفر (۳۵خانوار) بوده‌است. و بر اساس سرشماری مرکز آمار ایران در سال ۱۳۹۵ جمعیت آن ۱۷۶ نفر بوده است.